# Enrique el Mellizo

Enrique el Mellizo

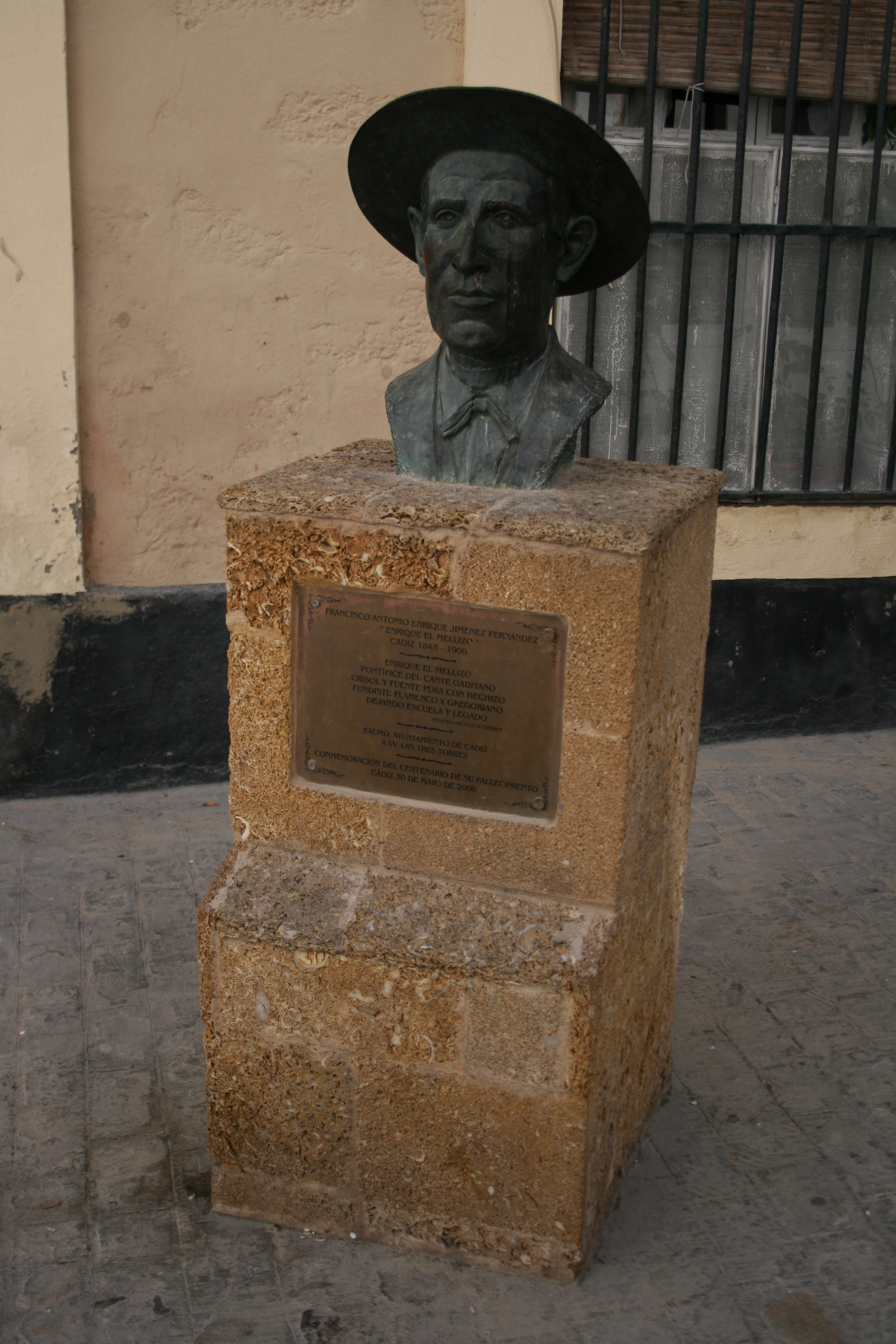
Monument von Enrique el Mellizo

Enrique Jiménez Fernández, auch bekannt als Enrique el Mellizo (* 1. Dezember 1848 in Cádiz, Spanien; † 30. Mai 1906, Sevilla, Spanien) war ein berühmter Flamenco-Sänger. Zusammen mit Silverio Franconetti und Antonio Chacón (Enriques Förderer und Konkurrent) gilt er als eine der wichtigsten Sänger für die Entwicklung des Flamenco. Insbesondere hatte er einen großen Einfluss auf die Entwicklung der Flamenco-Stile von Cádiz. Er war der Urheber eines der wichtigsten Malagueña-Stile und gilt als Schöpfer von Stilen der Palos Soleá, Alegría, Tango und Saeta und manchen als der Urvater des Tiento.

## Leben
Enrique el Mellizo war der illegitime Sohn des Schlachters Antonio Jiménez dessen Spitznamen er als Künstlernamen annahm. Obgleich Mellizo Zwilling bedeutet, hatte er keine Zwillingsbrüder. Er erlernte den Beruf seines Vaters, trat nur gelegentlich in den Cafés Cantante von Cádiz auf und wollte kein professioneller Sänger werden. Obwohl er fast nie seine Heimatstadt verließ, wuchs seine Bekanntheit in Andalusien. Sänger aus anderen Städten kamen nach Cádiz, um seine Auftritte zu hören. Obgleich er einen verträglichen Charakter hatte, wird ihm eine seltsame Persönlichkeit nachgesagt. So zog er sich z. B. während persönlicher Krisen an einsame Plätze zurück und mied Gesellschaft. Er starb mit 58 Jahren an Tuberkulose.
Andere Sänger (meist aus Cádiz), die ihn kannten, übernahmen seinen Stil. Sein Vermächtnis wurde von Sängern wie seinem Bruder Enrique und Antonio, Aurelio Sellés, El Niño de la Isla, Manolo Vargas, La Perla de Cádiz, Chaquetón, Pericón de Cádiz, Manolo Caracol, Chano Lobato lebendig erhalten.

## Musik-Vermächtnis
Die wichtigste Schöpfung von El Mellizo ist sein Malagueñas-Stil. Zu seiner Zeit innovativ, mischte er die Malagueña mit dem Stil der Gitanos. Nach einer Überlieferung schuf er diesen Stil nach einer unglücklichen Liebe, die ihm eine Zeit der Einsamkeit brachte. Während dieser Zeit besuchte er oft eine Kirche und wurde durch die einleitenden Gesänge der Priester in der Heiligen Messe inspiriert. In Erinnerung daran werden heute manchmal solche Einleitungen zu einem Malagueña gesungen. Im Gegensatz zur Meinung der Kritiker sang El Mellizo als erster die Malagueña als Cante libre („freier Gesang“ ohne festen Rhythmus), also ohne verbindliche Metrik (compás) oder rhythmische Struktur.
Andere Beiträge, die ihm durch mündliche Überlieferung zugeschrieben werden, sind
- Er brachte die Alegría in die klassische Form, die bis heute überliefert ist,[3] und war vermutlich der erste, der sie als Cantes para escuchar (Gesang zum Zuhören) und nicht ausschließlich als Begleitung zum Tanz sang.[4]
- Einige Quellen nennen ihn als Schöpfer der Tientos.
- Er schuf und entwickelte verschiedene Stile von Soleares.
- Er trug zur musikalischen Entwicklung des Tangos bei.
- Er schuf die Saetas por seguiriyas, indem er Elemente von Seguiriyas für traditionelle Saetas benutzte.
- Er schuf verschiedene Seguiriyas.